# Juan Carlos Madrid
Juan Carlos Madrid Vidal (Valdivia, Chile, 20 de octubre de 1975) es un exfutbolista chileno que actualmente se desempeña como kinesiólogo. Jugaba de delantero y militó en diversos clubes de Chile y El Salvador.

## Selección nacional
Fue seleccionado Sub-20 defendiendo los colores de Chile en el Campeonato Sudamericano de la categoría "Juventud de América" de Bolivia el año 1995 obteniendo el tercer lugar. También fue seleccionado Sub-20 de Chile en la Copa Mundial de Fútbol Juvenil de Catar en 1995 (Primera Ronda).

### Participaciones en torneos de selección
| Torneo                         | Sede    | Resultado      | Año  |
| ------------------------------ | ------- | -------------- | ---- |
| Campeonato Sudamericano Sub-20 | Bolivia | 3.er lugar     | 1995 |
| Copa Mundial de Fútbol Sub-20  | Catar   | Fase de grupos | 1995 |

## Vida actual
Actualmente ejerce la profesión de kinesiólogo, titulado en la Universidad Autónoma de Chile[cita requerida], y trabaja como docente para la Escuela de Ciencias de la Salud de la Universidad Católica de Temuco.[cita requerida]

## Clubes
| Club                  | País        | Año       |
| --------------------- | ----------- | --------- |
| Deportes Temuco       | Chile       | 1993-1994 |
| Universidad Católica  | Chile       | 1994-1996 |
| Coquimbo Unido        | Chile       | 1996-1998 |
| Deportes Concepción   | Chile       | 1999      |
| Deportes Puerto Montt | Chile       | 1999      |
| Cobreloa              | Chile       | 2000-2003 |
| Deportes La Serena    | Chile       | 2004      |
| Deportes Temuco       | Chile       | 2005-2006 |
| Alianza F.C.          | El Salvador | 2006-2007 |

## Palmarés

### Torneos nacionales
| Título           | Club                 | País  | Año    |
| ---------------- | -------------------- | ----- | ------ |
| Copa Chile       | Universidad Católica | Chile | 1995   |
| Primera División | Cobreloa             | Chile | 2003-A |
| Primera División | Cobreloa             | Chile | 2003-C |